# 拉萨赛马场
拉萨赛马场是位于中国西藏自治区拉萨市的赛马场，专供观众欣赏藏族传统体育项目赛马之用。今赛马场建筑建于1990年，位于拉萨市扎基中路，和西藏体育馆相隔不远，紧邻拉萨体育运动学校和慈松塘公园。